# Furacão Guillermo (2009)
O furacão Guillermo foi um intenso ciclone tropical que ficou ativo em meados de agosto de 2009 no Oceano Pacífico Nordeste. Sendo o décimo primeiro ciclone tropical, o sétimo sistema tropical dotado de nome, o quarto furacão e o segundo grande furacão da temporada de furacões no Pacífico de 2009, Guillermo formou-se de uma área de perturbações meteorológicas em 12 de agosto. Seguindo para oeste-noroeste, o sistema logo se intensificou para uma tempestade tropical. Sob condições meteorológicas favoráveis, Guillermo se intensificou para um furacão em 14 de agosto. Guillermo tornou-se o segundo grande furacão da temporada no dia seguinte, e logo em seguida, atingiu seu pico de intensidade, com ventos máximos sustentados de 205 km/h, e uma pressão atmosférica central mínima de 954 hPa. Pouco depois, Guillermo começou a se enfraquecer assim que começou a seguir sobre águas mais frias. Sua tendência de enfraquecimento foi intensificada pelo aumento do cisalhamento do vento, e Guillermo enfraqueceu-se para uma tempestade tropical em 16 de agosto. Mesmo sob condições extremamente hostis, Guillermo conseguiu se manter como uma tempestade tropical até em 19 de agosto, quando se enfraqueceu para uma depressão tropical. Guillermo dissipou-se totalmente no início da madrugada seguinte, ao norte do Havaí.
Como Guillermo não ameaçou ou atingiu regiões costeiras, nenhum alerta ou aviso de furacão ou tempestade tropical foi necessário. Pelo mesmo motivo, Guillermo não causou qualquer impacto à sociedade humana.

## História meteorológica

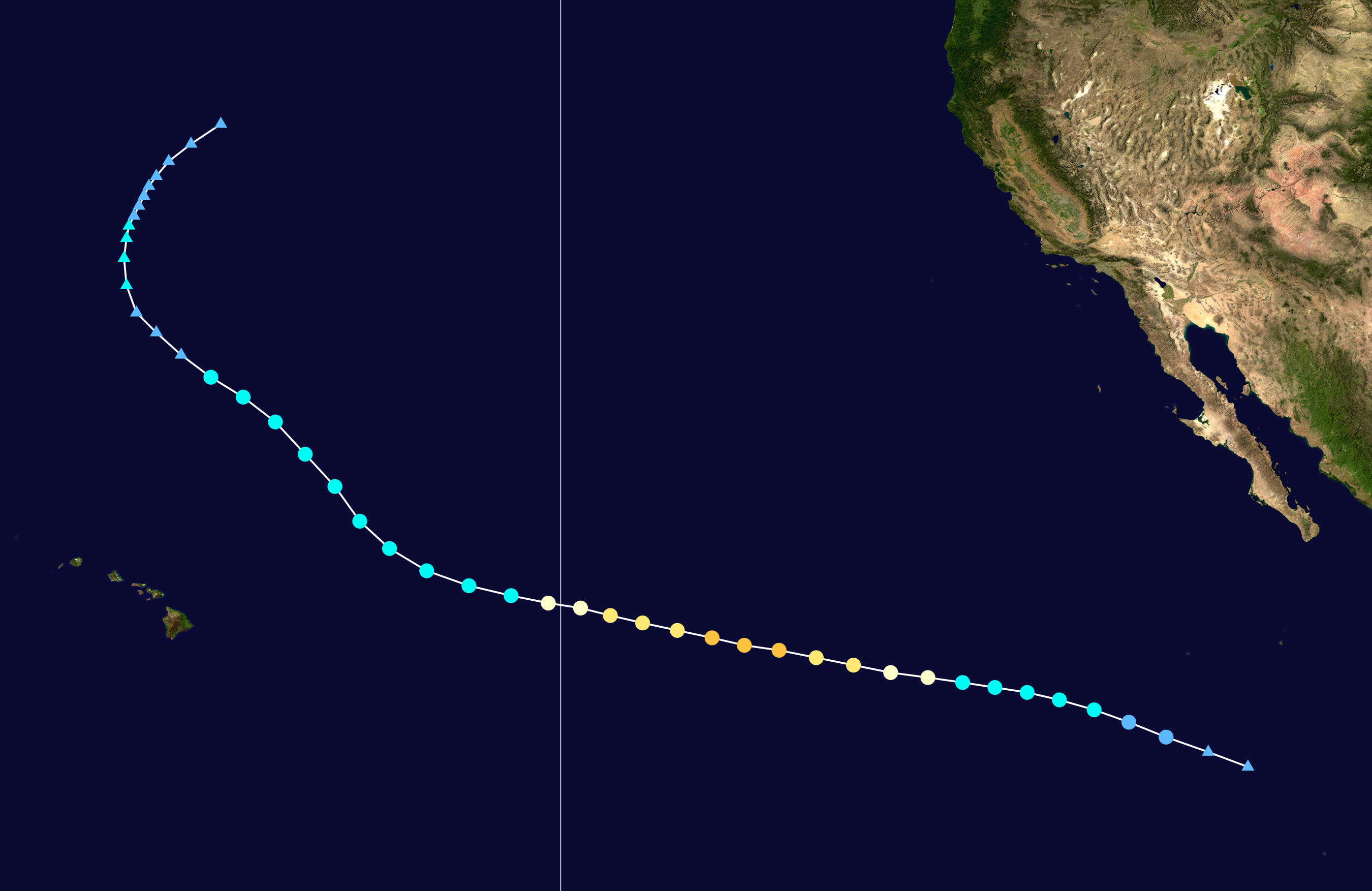
O caminho de Guillermo

O furacão Guillermo formou-se de uma ampla área de perturbações meteorológicas que persistia a sudoeste do extremo sul da Península da Baixa Califórnia em 12 de agosto. Inicialmente, a depressão apresentava uma circulação ciclônica de baixos níveis bem definida, e estava previsto apenas uma intensificação modesta do ciclone, já que a depressão seguia para oeste-noroeste em resposta a uma alta subtropical ao seu norte, e nesta trajetória, iria encontrar águas mais frias. Naquele dia, a depressão começou a mostrar os primeiros sinais de intensificação assim que seus fluxos de saída de altos níveis estavam bem estabelecidos, e duas bandas de tempestade associadas estavam bem definidas. O início da madrugada de 13 de agosto, a aplicação da técnica Dvorak, que é a determinação da intensidade de um ciclone tropical apenas pela sua organização em imagens de satélite, indicava que a depressão já estavam bem organizado para que o Centro Nacional de Furacões classifica-se o sistema para uma tempestade tropical, que ganhou o nome "Guillermo".

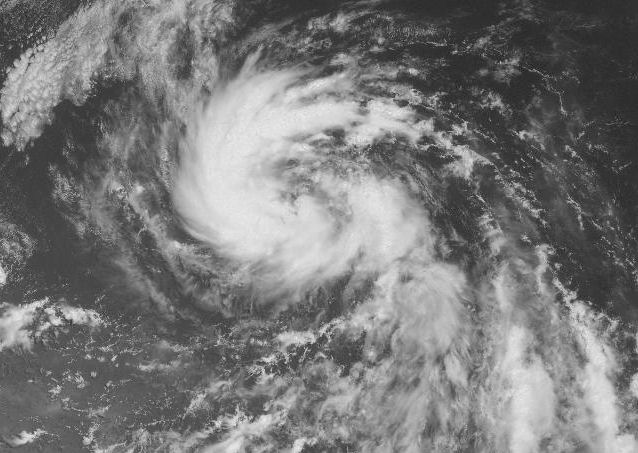
A depressão tropical Dez-E em 12 de agosto, que viria a ser posteriormente o furacão Guillermo

Continuando a seguir para oeste-noroeste, Guillermo continuou a se intensificar gradualmente localizado numa região com condições meteorológicas favoráveis. Naquela manhã, a tempestade exibia uma banda ciclônica de tempestade que cobria mais da metade de sua circulação ciclônica. Naquela tarde (UTC), Guillermo começou a desenvolver um centro denso nublado e uma estrutura embrionária de um olho, indicando que a tempestade poderia se intensificar mais. Naquela noite, novas áreas de convecção profunda se formaram no quadrante norte de sua circulação ciclônica, que antes estava desprovido de qualquer banda de tempestade. A tendência de intensificação gradual de Guillermo foi interrompida no início da madrugada de 14 de junho assim que a tempestade sofreu mudanças em sua estrutura interna. Porém, as mudanças internas da tempestade revelaram que Guillermo estava consolidando sua circulação ciclônica. As bandas de tempestade formaram um anel de áreas de convecção profunda. Além disso, um olho começou a ser visto em imagens de satélite. Com as mudanças, Guillermo voltou a se intensificar, e se tornou o quatro furacão da temporada de furacões no Pacífico de 2009 ainda naquela manhã (UTC).
Guillermo continuou a se intensificar gradualmente assim que suas áreas de convecção ficavam mais bem estabelecidas. A tendência de intensificação do sistema persistiu até aquela noite, quando Guillermo atingiu a intensidade de um furacão de categoria 2 na escala de furacões de Saffir-Simpson. Porém, a tendência de intensificação de Guillermo foi novamente interrompida. A temperatura no topo de suas áreas de convecção aumentou, e seu olho foi coberto por nuvens, indicando enfraquecimento. No entanto, as suas áreas de convecção ficaram ainda mais bem organizadas. Com isso, Guillermo manteve sua intensidade estável. Porém, as mudanças na estrutura interna de Guillermo revelaram que a tempestade estava novamente pronta para a continuação de sua tendência de intensificação. Durante a madrugada (UTC) de 14 de agosto, Guillermo sofreu outro período de rápida intensificação, e se tornou o segundo grande furacão da temporada quando o atingiu a intensidade de um furacão de categoria 3 na escala de furacões de Saffir-Simpson. Guillermo continuou a se intensificar gradualmente naquele dia, atingindo seu pico de intensidade naquela tarde, com ventos máximos sustentados de 205 km/h e uma pressão atmosférica mínima no seu olho de 954 hPa.

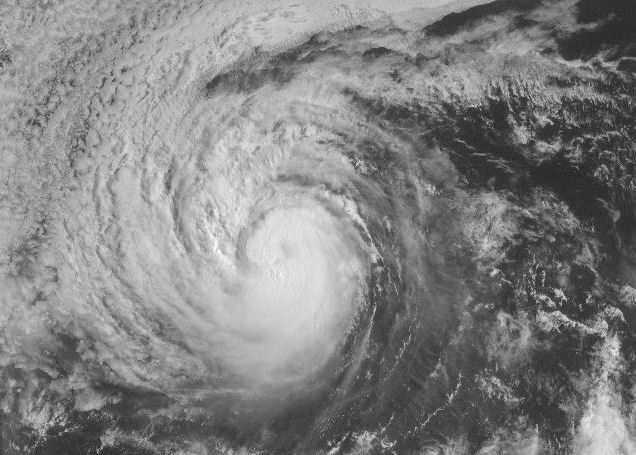
O furacão Guillermo em 14 de agosto

No entanto, a partir daquela noite, Guillermo começou a ser afetado negativamente pelas águas oceânicas mais frias (abaixo de 25°C) e pelas condições meteorológicas mais estáveis, desfavoráveis para a continuação de um ciclone tropical. Com isso, Guillermo começou a se enfraquecer gradualmente, e se enfraqueceu para um furacão de categoria 2 ainda naquela noite (UTC). Em 15 de agosto, a tendência de enfraquecimento de Guillermo parou, e o furacão conseguiu manter a sua intensidade mesmo em águas oceânicas frias para a sua sustentação. Naquela tarde, Guillermo começou a ser afetado também pelo aumento do cisalhamento do vento, que estava mínimo nos dias anteriores. Mesmo assim, Guillermo conseguiu manter a sua intensidade com a formação de novas áreas de convecção profunda. Entretanto, Guillermo finalmente começou a sucumbir devido ao forte cisalhamento do vento naquela noite, quando Guillermo se enfraqueceu para um furacão de categoria 1. Naquele momento, o Centro Nacional de Furacões (NHC) emitiu seu aviso final sobre o sistema assim que o furacão cruzou o meridiano 140°O, saindo de sua área de responsabilidade para adentrar à área de responsabilidade do Centro de Furacões do Pacífico Central (CPHC), que continuou a monitorar o sistema.

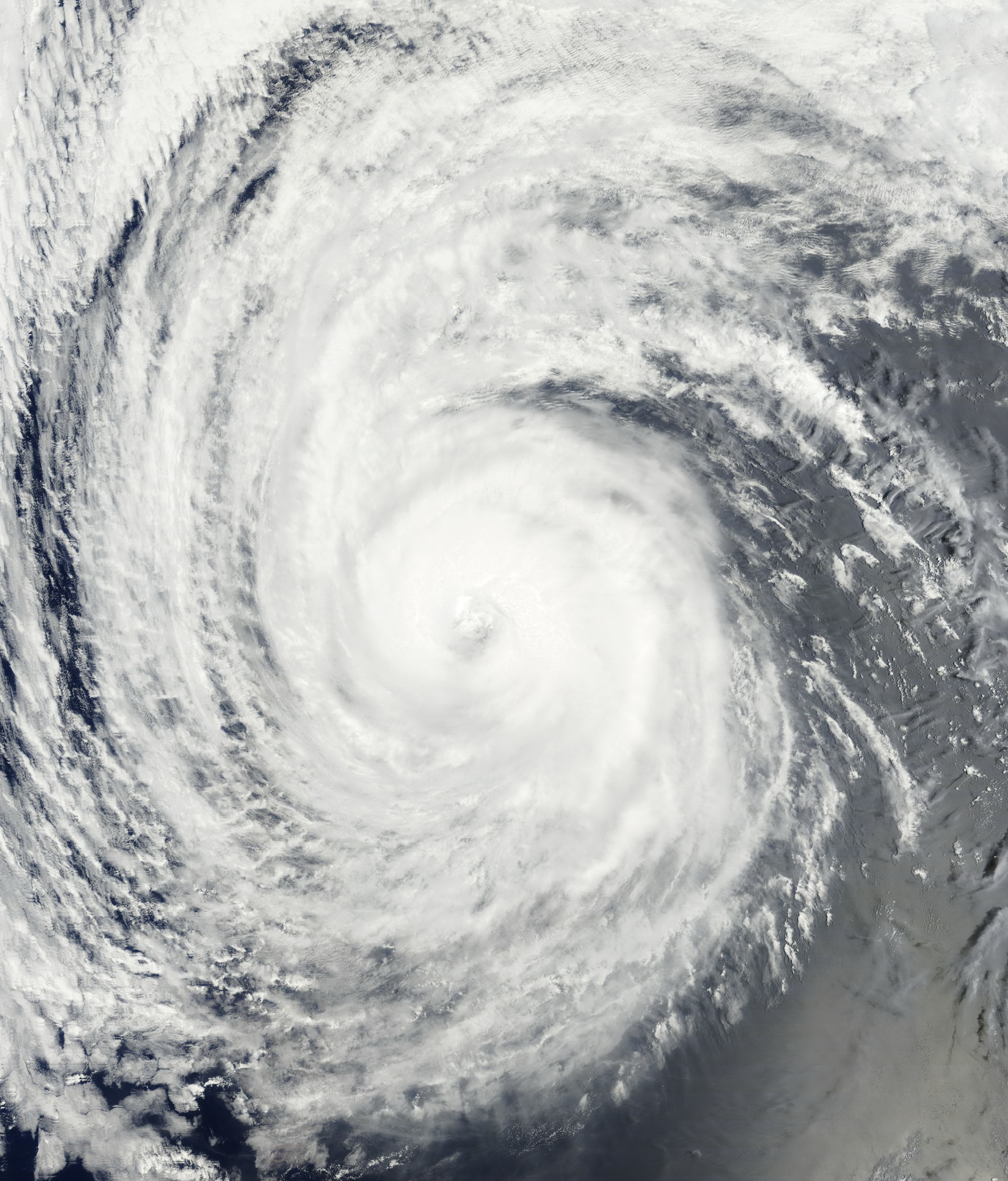
O furacão Guillermo em 15 de agosto

O olho de Guillermo já não era mais visível no início da madrugada de 17 de agosto, assim que o forte cisalhamento do vento retirava as áreas de convecção para leste da circulação ciclônica, deixando o centro da circulação praticamente exposto. A tendência de rápido enfraquecimento de Guillermo continuou, e o sistema se enfraqueceu para uma tempestade tropical ainda naquela manhã. Naquela tarde, o centro de Guillermo já estava completamente exposto, já que todas as suas áreas de convecção haviam sido retiradas da tempestade e dissipadas pelo cisalhamento do vento de oeste-sudoeste. No entanto, a tendência de enfraquecimento da tempestade foi novamente interrompida, mesmo sob fortíssimo cisalhamento do vento, que excedia a 75 km/h. A interrupção foi creditada pelo gradiente estreito de pressão atmosférica entre a tempestade e uma forte área de alta pressão ao seu nordeste. Enquanto isso, Guillermo começou a seguir para noroeste em resposta a uma brecha na alta subtropical. Mesmo sob forte cisalhamento do vento, Guillermo continuou a manter a sua intensidade enquanto seguia para noroeste. No entanto, o sistema não conseguiu produzir novas áreas de convecção a partir da noite de 19 de agosto. Naquele momento, todas as áreas de convecção associadas a Guillermo desapareceram, e o sistema foi desclassificado para uma depressão tropical. Durante o início da madrugada de 20 de agosto, Guillermo degenerou-se para uma área de baixa pressão, e o CPHC emitiu seu aviso final sobre o sistema.

## Preparativos e impactos
Como Guillermo não ameaçou ou atingiu regiões costeiras, nenhum alerta ou aviso de furacão ou tempestade tropical foi necessário. Pelo mesmo motivo, Guillermo não causou qualquer impacto à sociedade humana. Além disso, nenhum navio ou estação meteorológica registrou a sua passagem; o furacão foi monitorado exclusivamente com base em imagens de satélite.